# 부룰리 궤양
부룰리 궤양(Buruli ulcer, Bairnsdale ulcer, Searls ulcer, Daintree ulcer)은 미코박테리움 울서란스(Mycobacterium ulcerans)에 의해 발생하는 감염병이다. 감염 초기 단계에서는 결절이나 종창에 통증이 없다. 질병이 악화되면 뼈에도 감염될 수 있다. 대개 팔이나 다리에 감염되는 것이 보통이다.

## 참고 문헌
- Merritt, R. W.; Walker, E. D.; Small, P. L. C.; Wallace, J. R.; Johnson, P. D. R.; Benbow, M. E.; Boakye, D. A. (2010).  Phillips, Richard O, 편집. “Ecology and Transmission of Buruli Ulcer Disease: A Systematic Review”. 《PLoS Neglected Tropical Diseases》 4 (12): e911. doi:10.1371/journal.pntd.0000911. PMC 3001905. PMID 21179505.